# Langon
Langon é uma comuna francesa na região administrativa da Nova Aquitânia, no departamento da Gironda. Estende-se por uma área de 13,71 km². Em 2010 a comuna tinha 7 520 habitantes (densidade: 548,5 hab./km²).